# Gierałtowice (województwo śląskie)

Nieoficjalny herb wsi Gierałtowice

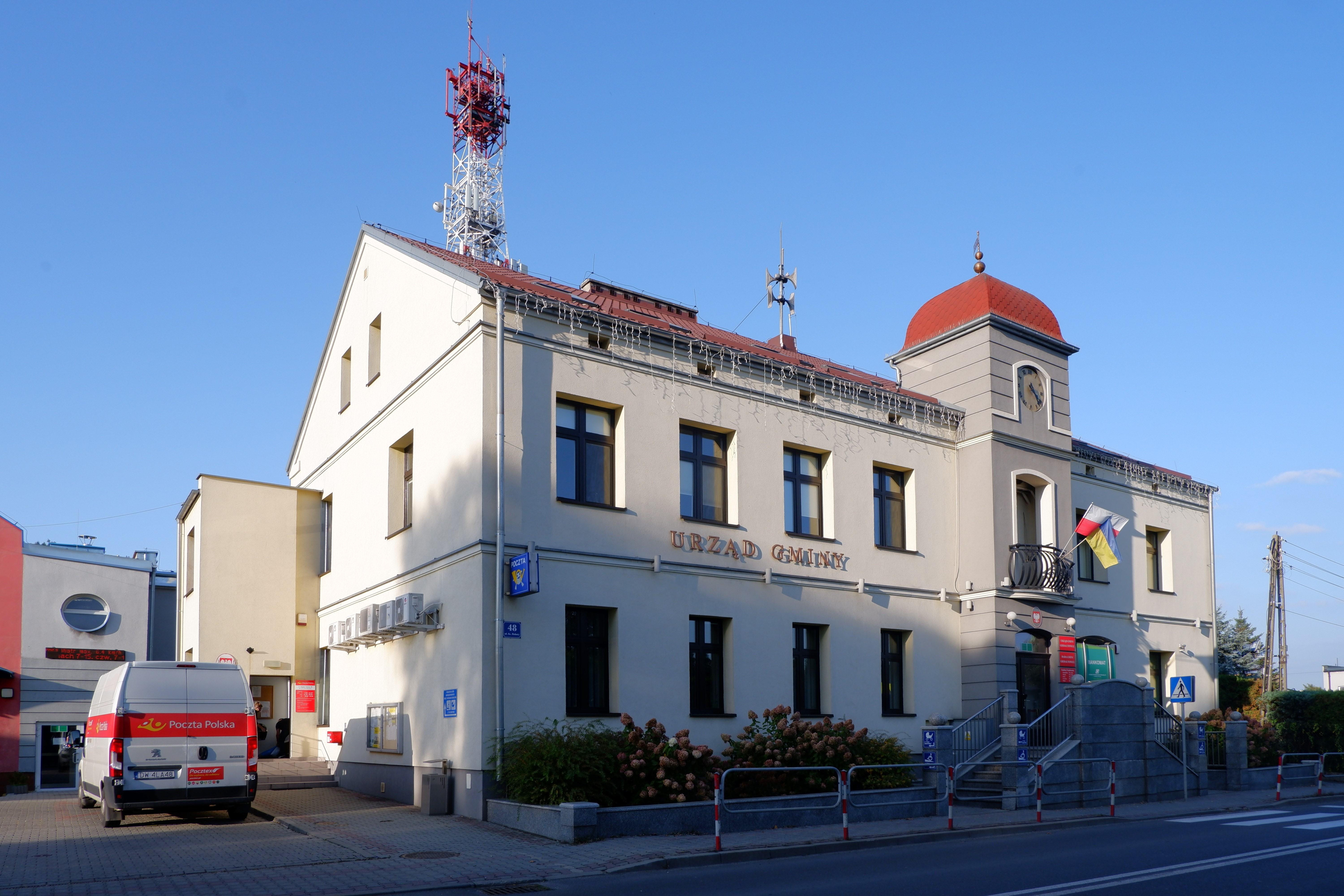
Urząd gminy

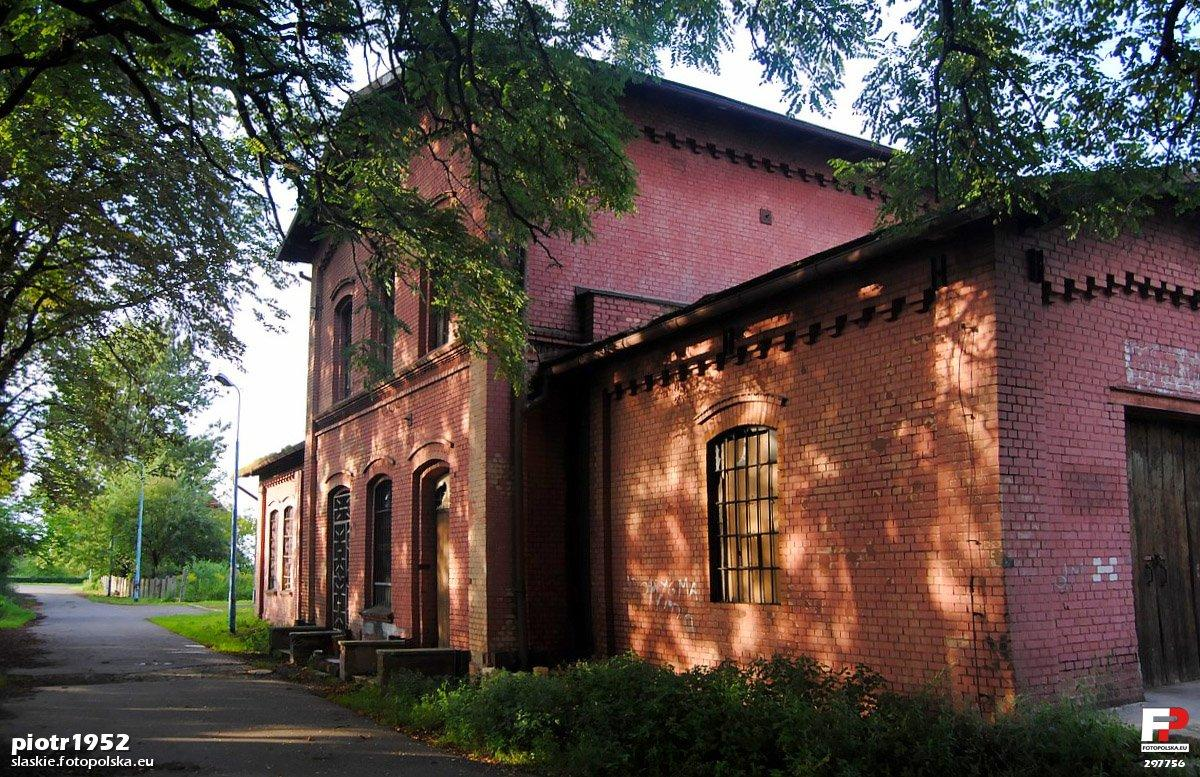
Stacja kolejowa (położona na terenie Przyszowic)

Gierałtowice (niem. Gieraltowitz) – wieś sołecka w Polsce w województwie śląskim, w powiecie gliwickim, w gminie Gierałtowice, siedziba gminy Gierałtowice.
W latach 1954–1972 wieś należała i była siedzibą władz gromady Gierałtowice. W latach 1975–1998 miejscowość położona była w województwie katowickim.

## Położenie
Gierałtowice położone są w zachodniej części Górnośląskiego Okręgu Przemysłowego, 7 km na południowy wschód od Gliwic. Historycznie leżą na Górnym Śląsku.
Usytuowane są w Kotlinie Kozielskiej na wododziale pomiędzy dolinami Kłodnicy i Bierawki. Teren pocięty jest dolinami dopływów Potoku Knurowskiego i Potoku Bojkowskiego. Naturalne ukształtowanie terenu uległo znacznemu przekształceniu ze względu na osiadanie terenu wywołane eksploatacją węgla kamiennego przez KWK Knurów i KWK Sośnica-Makoszowy.

## Nazwa
Nazwa pochodzi prawdopodobnie od imienia zasadźcy (organizatora wsi stojącego na czele osadników) Gerharda, prawdopodobnie niemieckiego pochodzenia (spolszczenie niemieckiego Gerhard to Gieralt).
Nazwę miejscowości w zlatynizowanej staropolskiej formie Geralthowicze wymienia w latach (1470–1480) Jan Długosz w księdze Liber beneficiorum dioecesis Cracoviensis.
W alfabetycznym spisie miejscowości na terenie Śląska wydanym w 1830 roku we Wrocławiu przez Johanna Knie wieś występuje pod polską nazwą Gieraltowic oraz nazwą niemiecką Gieraltowitz. Wykaz notuje także leżący w pobliżu wsi folwark o nazwie Długi woda (niem. Langwasser).

## Historia
Wieś Gierałtowice powstała przypuszczalnie w latach 1280–1290 w rejonie rozległego lasu Boyków. Pierwsza wzmianka historyczna pochodzi z 22 czerwca 1290 roku, a druga z 24 czerwca 1294 roku. Obydwie wymieniają sołtysa Vitosława z Gierałtowic, prawdopodobnie pierwszego sołtysa. W początkach XIV wieku Gierałtowice stają się własnością rycerską. Pierwsi znani właściciele to Jan, Piotr i Marek, „trzej bracia z Gierałtowic”, legitymujący się herbem Tępa Podkowa
W 1470 roku Jan Długosz w księdze Liber beneficiorum dioecesis Cracoviensis wymienia jako właściciela Gierałtowic Mikołaja Szaszowskiego. Następnym właścicielem został Maciej Dobszyc, a po roku 1532 nabył je Jan Gierałtowski. Ród Gierałtowskich władał wsią do roku 1665 kiedy hrabina Joanna Prażmowa sprzedała je Janowi Skalowi, a ten w roku 1679 baronowi Jerzemu Welczkowi (Wilczkowi), który był również właścicielem między innymi Zabrza, Chudowa, Paniówek, Łabęd i Starych Gliwic. Po jego śmierci dobrami zarządzała jego siostra Anna Zuzanna, która odsprzedała majątek Jerzemu Franciszkowi von Holly. W roku 1697 jako właściciel wymieniany jest Kasper von Szyk (Schick) z Leszczyn, a następnie jego córka Barbara Katarzyna z mężem Henrykiem Wypleram. Byli oni również posiadaczami Bekszy, obecnego przysiółka Gierałtowic. W roku 1700 żona Kaspra von Szyk, Cecylia, podarowała kościołowi dużą parcelę na której stoi obecny kościół parafialny.
Po kolejnych zmianach właścicieli w roku 1839 Gierałtowice nabył Józef von Poraj Madejski. Madejscy wybudowali sobie w Gierałtowicach dworek zwany później „pałacykiem Madejskich”. Przeszedł w roku 1853 w ręce jego córki i zięcia Karola von Raczek. W latach 1898–1904 Raczkowie wybudowali sobie w Przyszowicach okazały zamek w stylu neobarokowym, w którym mieszkali. Majątkiem w Gierałtowicach zarządzał administrator. Majątek po Karolu odziedziczyli jego synowie Konrad i Franciszek. Konrad, który był porucznikiem ułanów, uległ wypadkowi podczas ćwiczeń szermierczych i zmarł w roku 1888 w Berlinie. Po śmierci jego żony wszystkie dobra przypadły Franciszkowi. W 1902 roku Franciszek von Raczek został rotmistrzem, a następnie majorem 13 Pułku Ułanów. W latach 1895–1898 wybudował w Gierałtowicach mały klasztor, który w wieczyste użytkowanie przekazał siostrom Służebniczkom Najświętszej Marii Panny.
Zmarł w roku 1926 w Przyszowicach i tam został pochowany. Pozostawił dwie córki z których młodsza, niezamężna Dolores von Raczek mieszkała w Gierałtowicach i zarządzała majątkiem do roku 1929, kiedy sprzedała go Spółce Osadniczej „Ślązak” z Katowic.
W 1910 roku w miejscowości mieszkało 1473 mieszkańców, z czego 1379 deklarowało język polski, 16 polski i niemiecki, a 77 niemiecki. W wyborach komunalnych jakie odbyły się w listopadzie 1919 roku 536 głosów (na ogólną ilość głosów 599) oddano na polską listę, uzyskując 8 z 9 mandatów. Podczas plebiscytu na Śląsku większość mieszkańców Gierałtowic poparła przyłączenie do Polski. Za Polską głosowało w nim 769 wotantów, a za Niemcami 108.
Na początku XX wieku w Gierałtowicach działały liczne polskie organizacje, m.in. od marca 1919 roku działała tu komórka Polskiej Organizacji Wojskowej Górnego Śląska, od maja 1919 45-osobowe gniazdo śląskiej dzielnicy Polskiego Towarzystwa Gimnastycznego „Sokół” założone przez Józefa Wittka i Pawła Głogowskiego, od września 1920 Związek Towarzystw Polek, oraz 68-osobowy Chór „Skowronek”. Miejscowość objęły walki w czasie powstań śląskich. 24 sierpnia 1920 roku w III powstaniu zajęli ją powstańcy.
Po I wojnie światowej, powstaniach śląskich i plebiscycie wsie Przyszowice i Gierałtowice włączone zostały wraz z dobrami von Raczków do Polski. Po parcelacji majątku dworskiego cały obszar Gierałtowic stał się własnością mieszkańców.
W 1976 r. z miejscowości przeniesiono zabytkowy kościół do dzielnicy Rybnika Wielopola.
W 2011 r. powstał Budynek Ośrodka Zdrowia i Pomocy Społecznej, uważany za wyróżniające się dzieło współczesnej architektury modernistycznej.

## Edukacja
Przedszkola:
- Przedszkole w Gierałtowicach

Szkoły podstawowe:
- Szkoła Podstawowa im. Gustawa Morcinka

## Sport
W Gierałtowicach działa Ludowy Klub Sportowy 35 Gierałtowice, grający obecnie w klasie okręgowej grupie katowickiej IV.
Klub:
- Pełna nazwa: Ludowy Klub Sportowy 35 Gierałtowice
- Liga: Klasa okręgowa – grupa katowicka IV (szósty poziom rozgrywek)
- Rok założenia: 1935
- Barwy: niebiesko-żółto-czerwone
- Adres: ul. Stachury 1

Stadion:
- Pojemność – 500 miejsc
- Oświetlenie – jest

Władze:
- Prezes: Ryszard Macha
- Trener: Marcin Rozumek

## Transport
Przez wieś przechodzi droga wojewódzka 921 oraz dwie linie kolejowe 149 i 172, które są obecnie nieczynne dla ruchu pasażerskiego.

## Sąsiednie gminy
Czerwionka-Leszczyny, Gliwice, Knurów, Mikołów, Ornontowice, Ruda Śląska, Zabrze